# Richtbach (Kupfer)
Der Richtbach ist ein gut 2 km langer Bach in der Ortsteilgemarkung Übrigshausen der Gemeinde Untermünkheim im Landkreis Schwäbisch Hall im nördlichen Baden-Württemberg, der wenig unterhalb der Flussbrücke der B 19 von rechts und Südosten in die obere Kupfer mündet.

## Geographie

### Verlauf
Der Richtbach entsteht auf etwa 393 m ü. NHN am Nordwestrand von Übrigshausen neben einem von der K 2563 nach Brachbach abgehenden Feldweg, nur etwa 0,5 km westnordwestlich der Quelle der Kupfer selbst. Er läuft, mit wenigen leichten, langgezogenen Windungen beständig in nordwestlicher Richtung in einer natürlichen Geländemulde, weit überwiegend in einem Graben neben Feldwegen.
Zunächst passiert er zwischen den Gewannen Richtbach links und Hausrat rechts das kleine linksseits vor der Bundesstraße 19 liegende Gewerbegebiet von Übrigshausen um die Straße Am Richtbach. Danach zieht er in freier Flur und nimmt dabei nach etwa der Hälfte seines Laufes kurz nach einer Feldwegkreuzung von rechts und Osten einen ebenfalls in natürlicher Mulde einem Feldweg folgenden Graben auf, der etwa ebenso lang ist wie sein eigener Oberlauf bis dorthin.
Bei Beginn seines letzten Laufviertels nimmt er am Südrand der Waldinsel Hohholz aus derselben Richtung einen weiteren, kürzeren Feldweggraben auf und durchfließt dann auf weniger als 200 Metern die Waldinsel. Jenseits läuft er  in einem Feldgraben und mündet dann auf etwa 347 m ü. NHN von rechts in die obere Kupfer, die dort selbst durch einen umwegigeren Lauf schon 4,9 km lang ist und ein sich auf der anderen Seite bis auf den Osthang der Waldenburger Berge erstreckendes Teileinzugsgebiet von schon 9,0 km² akkumuliert hat.
Der Richtbach selbst mündet nach einem 2,1 km langen Weg mit mittleren Sohlgefälle von 22 ‰ etwa 46 Höhenmeter unterhalb seines Ursprungs.

### Einzugsgebiet
Der Richtbach hat ein 1,7 km² großes Einzugsgebiet, das naturräumlich gesehen in Gänze zum Unterraum Kupferzeller Ebene und Kocheneck der Hohenloher und Haller Ebene gehört. Sein höchster Punkt auf dem Feldhügel Winterberg etwa einen Viertelkilometer nordöstlich vom Ortsrand Übrigshausens erreicht knapp 411 m ü. NHN.
Seine kurze südöstliche Wasserscheide von dort bis in die Ortsmitte von Übrighausen verläuft vor dem Quellgebiet der aufnehmenden Kupfer, die weniger als einen halben Kilometer vom Richtbachursprung entfernt etwas östlich von Übrigshausen entspringt. Auch jenseits der langen linken, südwestlichen Wasserscheide bis hinab zur Mündung ist die Kupfer nach ihrer Kehre am Oberlauf auf der anderen Seite das nächste offene Gewässer. Das im Norden anliegende Gebiet entwässert überwiegend über den Werschbach, dasjenige im Osten über den Waschbach weiter abwärts ebenfalls zur Kupfer.
Im gesamten Einzugsgebiet steht im Untergrund der Lettenkeuper (Erfurt-Formation) an, unter dem wiederum der strukturbildende Muschelkalk der Hohenloher Ebene beginnt. Der Letternkeuper ist an den Wasserscheiden flächenhaft von Lösssediment aus quartärer Ablagerung überdeckt.
Das gesamte Einzugsgebiet liegt in der Übrigshausener Ortsteilgemarkung der Gemeinde Untermünkheim. Nur kurz vor der Mündung durchquert der Richtbach mit dem Hohholz eines der für die Hohenloher Ebene typischen kleinen Kleingehölze, das deutlich weniger als ein Zehntel der Fläche einnimmt. In der übrigen Flur dominieren große, flurbereinigte Felder stark gegenüber den Wiesen. Die Besiedlung beschränkt sich auf einen Teil des Dorfes Übrigshausen mitsamt einem Gewerbegebiet am Ortsrand und zwei Aussiedlerhöfe an der Straße von dort zum schon außerhalb liegenden Weiler Brachbach des Ortsteils.

### Zuflüsse und Seen
Liste der Zuflüsse und  Seen von der Quelle zur Mündung. Gewässerlänge, Einzugsgebiet und Höhe nach den entsprechenden Layern auf der Onlinekarte der LUBW. Andere Quellen für die Angaben sind vermerkt.
Ursprung des Richtbachs auf etwa 393 m ü. NHN am Nordwestrand von Übrigshausen neben einem von der Brachbacher Straße nahe dem Haus Nr. 5 abgehenden Feldweg.
- (Feldweggraben), von rechts und Osten auf etwa 369 m ü. NHN, ca. 0,9 km[LUBW 6] und über 0,3 km².[LUBW 7] Entsteht auf etwa 400 m ü. NHN nahe dem Aussiedlerhof an der Eschentalerstraße 2.
- (Feldweggraben am Rand des Hohholzes), von rechts und Osten auf etwa 347 m ü. NHN, ca. 0,5 km[LUBW 6] und unter 0,2 km².[LUBW 7] Entsteht auf etwa 380 m ü. NHN an einer Feldweggabel zwischen den Gewannen Landäcker im Süden, Höhäcker im Norden und Straßenäcker im Osten. Läuft auf dem letzten Laufdrittel am Südrand der Waldinsel Hohholz entlang, auf weniger als den letzten 50 Metern ohne begleitenden Feldweg.

Mündung des Richtbachs von rechts und Südosten auf etwa 347 m ü. NHN gegenüber der Kläranlage ca. 1,2 km südöstlich von Westernach, die schon auf dem Gemeindegebiet von Kupferzell liegt, von rechts und etwa Südosten in die obere Kupfer. Der Richtbach ist 2,1 km lang und hat ein 1,7 km² großes Einzugsgebiet.

## Natur und Schutzgebiete
Am Richtbach steht auf seinem gesamten Lauf in der Flur kaum je ein Baum oder Strauch. Seinem ersten, größeren Zulauf entlang gibt es auf einem Abschnitt mit stärkerer Eintiefung dieses Bettgrabens ein über hundert Meter langes Feldgehölz mit hohen Eschen. Entlang von wenigen Feldwegabschnitten anderswo in der offenen Flur des Einzugsgebietes wurden Baumreihen angepflanzt. Eine ältere Karte von 1930 zeigt in der dort noch wiesenreichen Flurmulde des Bachs einen wegferneren und etwas weniger glatten Verlauf als heute.
Das kurze Laufstück im Wald Hohholz dagegen ist naturnah. Dort ist das teils lehmige, teils steinige Bachbett einen bis drei Meter breit und zeigt Mäander, durch den Wechsel von deren Prall- und Gleithängen sich steile und flache Uferabschnitte ausgebildet haben.
Im letzten Laufabschnitt nach dem Hochholz grenzt der Bach rechtsseits kurz an das Wasserschutzgebiet Kupfer, Kupferzell.

### LUBW
Amtliche Online-Gewässerkarte mit passendem Ausschnitt und den hier benutzten Layern: Lauf und Einzugsgebiet des Richtbachs

Allgemeiner Einstieg ohne Voreinstellungen und Layer: Daten- und Kartendienst der Landesanstalt für Umwelt Baden-Württemberg (LUBW) (Hinweise)
1. 1 2 3  Höhe nach dem Höhenlinienbild auf dem Hintergrundlayer Topographische Karte.
2. 1 2 3 4 5  Länge nach dem Layer Gewässernetz (AWGN).
3. 1 2 3  Einzugsgebiet nach dem Layer Basiseinzugsgebiet (AWGN).
4. ↑  Einzugsgebiet aufsummiert aus den Teileinzugsgebieten nach dem Layer Basiseinzugsgebiet (AWGN).
5. 1 2  Höhe nach schwarzer Beschriftung auf dem Hintergrundlayer Topographische Karte.
6. 1 2  Länge abgemessen auf dem Hintergrundlayer Topographische Karte.
7. 1 2  Einzugsgebiet abgemessen auf dem Hintergrundlayer Topographische Karte.
8. ↑  Schutzgebiete nach den einschlägigen Layern, Natur teilweise nach dem Layer Biotop.

### Andere Belege
1. ↑  Abfluss-BW - Daten und Karten
2. ↑  Ralph Jätzold: Geographische Landesaufnahme: Die naturräumlichen Einheiten auf Blatt 172 Nördlingen. Bundesanstalt für Landeskunde, Bad Godesberg 1962. → Online-Karte (PDF; 3,9 MB)
3. ↑  Geologie nach den Layern zu Geologische Karte 1:50.000 auf: Mapserver des Landesamtes für Geologie, Rohstoffe und Bergbau (LGRB) (Hinweise). Etwa dasselbe Bild zeigt die unter → Literatur aufgeführte geologische Karte.
4. ↑  Alter Bachlauf nach: Meßtischblatt 6824 Hall von 1930 in der Deutschen Fotothek